# 瑪麗安娜·特朗普
瑪麗安娜·特朗普·巴里（英語：Maryanne Trump Barry，1937年4月5日—2023年11月13日），是一位美國律師和退休的美國聯邦法官。她於1974年成為美國助理檢察官，並於1983年首次被羅納德·雷根總統任命為美國新澤西地區地方法院法官。1999年，她被任命為美國第三巡迴上訴法院法官（賓夕法尼亞州費城），由比爾·克林頓總統主持，2011年6月獲得高級職位。2019年2月因涉及參與欺詐性稅務和金融交易的指控面臨司法不當行為的調查，使其宣布從法官職位退休。
她的弟弟是第45任和第47任美國總統唐納·川普。

## 生平事蹟
瑪麗安娜於1937年出生於紐約市皇后區，是房地產開發商弗雷德·特朗普和瑪麗·安妮·麥克勞德·特朗普的長女。她是唐納·川普的姐姐。瑪麗安娜在 Kew-Forest 學校就讀，並於1958年以優異成績畢業於曼荷蓮學院，獲得文學學士學位。之後她在1962年獲得哥倫比亞大學公法和政府文學碩士學位，並進一步攻讀法學院，最終於1974年獲得霍夫斯特拉大學法學院法學博士學位。2006年1月，她在參議院司法委員會作證，支持提名她的同事塞繆爾·阿利托進入美國最高法院。

## 個人生活
瑪麗安娜的第一任丈夫是大衛·德斯蒙德，这对夫妇于1980年离婚。1982年，她与新泽西州律师约翰·约瑟夫·巴里结婚。他们结婚18年后，他于2000年4月9日去世 。她在第一次婚姻中育有一个儿子，大卫·威廉·德斯蒙德（David William Desmond），他是一位纽约心理学家。
2016年，瑪麗安娜向天主教机构费尔菲尔德大学捐赠了400万美元，用于资助奖学金并资助该大学的伊格纳修灵性中心。
2023年11月13日，瑪麗安娜在曼哈頓上東城的住所辭世，享年86歲。她在過去一段時間一直在接受癌症治療，並在最後階段接受了臨終關懷。